# Ібдаті
Ібдаті (Ібд-Адда) (д/н — 2-а пол. XXI ст. до н. е.) — перший відомий цар (енсі) міста-держави Бібл. Ім'я перекладається як «Іб — мій захисник».

## Життєпис
Походив з Аморейської династії. Ймовірно посів трон десь близько 2050 року до н.е. Про його попередників відсутні відомості. Згадується в двох клинописах з архіву в Пузріш-Дагані. У них він наділений шумерським титулом енсі. Також Ібдаті згадується к данник Амар-Сіна, царя Шумера і Аккада. Про морську торгівлю між царствами Бібл і Ур згадується в документі від 9 року правління Амар-Сіна. разом з тим зміцнювалися торгівельні відносини з Єгиптом, який був значним споживачів біблських товарів.
Помер десь у 2-й половині XXI ст. до н. е. Про його нащадків відсутні згадки.